# Las crónicas de Shannara
Las crónicas de Shannara es una serie de televisión estadounidense de fantasía dramática estrenada el 5 de enero de 2016 en MTV. Está basada en la serie de libros "Shannara" de Terry Brooks y es desarrollada por Alfred Gough y Miles Millar.
El 20 de abril de 2016, MTV renovó la serie para una segunda temporada. Pero el 11 de mayo de 2017, se anunció que la serie se trasladaba a Spike para el estreno de su nueva temporada. En enero de 2018, se anunció que la serie había sido cancelada después de dos temporadas.

## Sinopsis
Un árbol élfico conocido como "Ellcrys" está muriendo. La mala noticia es que el árbol ha sido la única pieza de magia que protege las Cuatro Tierras ("Four Lands" en el inglés original) de los demonios, que habían sido encerrados milenios atrás. La princesa Amberle Elessedil es una de las "Elegidas" encargadas de cuidar al Ellcrys y es la única que puede salvar el árbol, pero para ello tiene que desbloquear la magia que los elfos no han usado en miles de años. Con la ayuda de Wil Ohmsford, un semielfo descendiente del linaje Shannara, de Allanon, el último de los druidas, y de Eretria una rover, viajarán para intentar encontrar la magia perdida y restaurar a Ellcrys. Sin embargo, los demonios y su líder, Dagda Mor, antiguo druida élfico corrompido por la magia oscura, harán todo lo posible por evitarlo y poder volver a ser libres para arrasar el mundo.
Amberle es la única elegida viva que podrá curar al Ellcrys, pero tendrá que tomar decisiones complicadas: continuar con sus sentimientos hacia Wil y Eretria o salvar al Ellcrys.

## Elenco y personajes

### Principales
- Austin Butler como Wil Ohmsford, un medio humano/medio elfo que es el último de la línea de sangre de la antigua familia Shannara. Está destinado a ayudar a salvar las Cuatro Tierras de los demonios. Posee tres Elfstones, que pertenecieron a su difunto padre.[4][5]
- Poppy Drayton en el papel de Amberle Elessedil, la Princesa Élfica y la primera mujer en ser aceptada como una de los Elegidos, un grupo de elfos responsables de proteger y cuidar al árbol Ellcrys.[4][5]
- Ivana Baquero como Eretria, una humana que fue criada por Cephelo, jefe de una banda de ladrones. Aunque al principio no confiaba, más adelante se convierte en una aliada incondicional del grupo. También alberga sentimientos románticos hacia Wil.[4][5]
- Manu Bennett en el papel de Allanon, un ser humano y el último druida que ha estado vivo durante más de 300 años a través del uso de Druid Sleep. Es guía y mentor del grupo en su búsqueda para proteger a Ellcrys.[4][5]
- Aaron Jakubenko como Ander Elessedil, el hijo menor del rey Eventine. Tiene fama de ser irresponsable, ya que se culpa de la muerte de su hermano mayor, Aine, a pesar de que no fue culpa suya.[4][5] Sin embargo, después de la muerte de su padre y su hermano Arion respectivamente, Ander se convierte en el nuevo rey de los elfos; finalmente, tras abandonar su irresponsable naturaleza de chico fiestero, se convierte en el gobernante responsable que su reino necesita.

### Recurrentes
- Daniel MacPherson como Arion Elessedil.
- James Trevena-Brown como Capitán Crispin Edensong.
- Emelia Burns como Comandante Diana Tilton.
- Brooke Williams como Catania.
- John Rhys-Davies como Eventine Elessedil.
- Marcus Vanco como Bandon.
- Vanessa Morgan como Lyria.
- James Remar como Cephelo.
- Mattias Inwood como Lorin.
- Andrew Grainer como Cogline.
- Desmond Chiam como General Riga.
- Zoë Robins como Zora

## Episodios
| Temporada | Temporada | Episodios | Estados Unidos        | Estados Unidos          | Hispanoamérica      | Hispanoamérica       | España                | España                  |
| Temporada | Temporada | Episodios | Comienzo              | Final                   | Comienzo            | Final                | Comienzo              | Final                   |
| --------- | --------- | --------- | --------------------- | ----------------------- | ------------------- | -------------------- | --------------------- | ----------------------- |
|           | 1         | 10        | 5 de enero de 2016    | 1 de marzo de 2016      | 15 de junio de 2016 | 17 de agosto de 2016 | 14 de enero de 2016   | 17 de marzo de 2016     |
|           | 2         | 10        | 11 de octubre de 2017 | 22 de noviembre de 2017 | 2018                | –                    | 17 de octubre de 2017 | 19 de diciembre de 2017 |

## Producción

### Concepción y desarrollo
Sonar Entertainment y Farah Films adquirieron los derechos de televisión para el universo de "Shannara" en 2012. En diciembre de 2013, se anunció que se estaba produciendo una serie basada en la serie de libros por MTV.
La serie ha sido producida por Dan Farah, Jon Favreau, Miles Millar, Al Gough, Jonathan Liebesman, y el autor Terry Brooks. Brooks ha declarado en una entrevista que estaba contento con la forma en que su historia había sido adaptada.
Al igual que la adaptación televisiva de A Song of Ice and Fire, la serie no se adaptará siguiendo el orden de los libros, sino haciendo más bien una mezcla de contenidos. El primer libro de la serie en ser adaptado fue The Elfstones of Shannara, el segundo libro de la trilogía, aunque incorporando algunos elementos de otras novelas.

### Casting
En diciembre de 2014, se anunció que Manu Bennett daría vida a Allanon y en enero de 2015, Ivana Baquero, Austin Butler, Poppy Drayton, Emelia Burns y John Rhys-Davies se unieron al elenco. Malese Jow, Vanessa Morgan, Gentry White, Desmond Chiam y Caroline Chikezie se unieron al reparto como intérpretes de la serie en la segunda temporada.

### Rodaje
El rodaje de la primera temporada de 10 episodios se inició en Nueva Zelanda en los Auckland Film Studios en junio de 2015, y el primer tráiler se estrenó el 10 de julio de 2015. El rodaje de la segunda temporada comenzó 31 de enero de 2017 en Nueva Zelanda.

### Música
El tema de apertura, "Until We Go Down", del EP "Up in Flames", corre a cargo de Ruelle. La banda también trabajó en el tema de apertura de Shadowhunters de Freeform.
Otras canciones que aparecen en la primera temporada de la serie son "Midnight", de Coldplay; "You Are a Memory", de Message to Bears; "Wave", de Beck; y "Run Boy Run", de Woodkid.

## Lanzamiento
Durante el panel de Shannara Chronicles en San Diego Comic-Con International en julio de 2015, un tráiler se reveló, dando al público una primera mirada a los sets y personajes. Una versión de televisión del tráiler fue mostrada durante los 2015 MTV Video Music Awards.

### Transmisión
The Shannara Chronicles se estrenó en Durante el panel de Shannara Chronicles en MTV en Estados Unidos el 5 de enero de 2016, con un estreno de dos horas, justo después del estreno de la segunda mitad de la quinta temporada de Teen Wolf en MTV. Nuevos episodios fueron transmitidos cada martes a las 10 p. m. ET. El tercer y cuarto episodio fueron lanzados en línea después del estreno de los primeros dos episodios el 5 de enero de 2016, antes de su emisión original. La segunda temporada se estrenará el 11 de octubre de 2017, en Spike TV y transmitiendo nuevos episodios todos los miércoles a las 10 p. m. ET.
La serie es emitida simultáneamente en MTV en Canadá. El piloto de dos horas también se emitió en la cadena hermana de Bell Media, CTV el miércoles 6 de enero de 2016. La serie también se ha autorizado a un número de diversos países, incluyendo el Reino Unido (emitiendo en 5STAR), Australia (Syfy) y Nueva Zelanda (Sky TV). En Tailandia se emitió en Channel 7 en 2017. En Filipinas  se emitió en GMA Network en 2019.

## Recepción
The Shannara Chronicles ha recibido críticas muy variadas. Obtuvo un porcentaje de 52/100 en Metacritic, sobre la base de 15 reseñas. La temporada 1 obtuvo un porcentaje del 54% en Rotten Tomatoes sobre la base de 26 reseñas, con un promedio de 5.2/10. El consenso del sitio dice, "The Shannara Chronicles tiene fuertes influencias fuertemente del manga y necesita encontrar un pie más seguro antes de que pueda aprovechar su verdadero potencial, pero todavía podría bastar para espectadores que buscan un Game of Thrones adolescente y amigable". El New York Times escribió lo siguiente: "demos un poco de crédito a esta serie razonablemente absorbente, a pesar de que a menudo parece ser simplemente una reelaboración de varias fórmulas de fantasía. Se mueve rápidamente y hace un buen trabajo al entretejer dos historias que implican a un mundo elfin que se ve amenazado cuando un árbol gigante, conocido como Ellcrys, comienza a morir." Variety declaró: "Shannara, que se remonta a la edad de oro de la tarifa de género sindicado, es un viaje de búsqueda estándar en el que hay trolls, gnomos, árboles vivos y libros de magia, y los personajes dicen cosas como, 'Si Allanon está aquí, hay días oscuros por delante'. Pero hay convicción en la ejecución del espectáculo."